# Labidoplax buskii
Labidoplax buskii is een zeekomkommer uit de familie Synaptidae.
De wetenschappelijke naam van de soort werd in 1866 gepubliceerd door McIntosh.